# فرشته قاضی
فرشته قاضی، روزنامه‌نگار اهل ایران است.

## فعالیت‌های حرفه‌ای
وی کار مطبوعاتی را در نشریات شهر تبریز شروع کرد. در تهران در روزنامه‌ها و نشریاتی چون خرداد، آزاد، هم میهن، بهار، همبستگی، نوروز، بنیان و اعتماد همکاری کرد
از جمله فعالیت‌های شاخص او اعتراض به قتل زهرا کاظمی و پوشش خبری جهت جلوگیری از اجرای حکم اعدام افسانه نوروزی بود.
فرشته قاضی پس از دهمین انتخابات ریاست جمهوری ایران (۱۳۸۸) به انتشار اخبار اعتراضات مردمی، درگیری‌ها، دستگیری‌ها و کشته شدگان اعتراضات سال ۱۳۸۸ پرداخت.
فرشته قاضی بعد از خروج از ایران با روزآنلاین، یورونیوز، و بی‌بی‌سی فارسی همکاری کرد. حوزه‌های فعالیت او حقوق بشر و سیاست داخلی ایران بوده‌است.

## بازداشت و محکومیت
وی در ۷ آبان ۱۳۸۳ در رابطه با پروندهٔ سایت‌های اینترنتی، به دستور سعید مرتضوی صورت گرفته دستگیر و ۴۰ روز را تحت بازجویی گذراند.